# Documentation photographique
La Documentation photographique (DP) est une revue bimestrielle éditée par La Documentation française et consacrée à l'analyse des photographies, et plus largement des images, en histoire et géographie.

## Histoire
Éditée par La Documentation française, la Documentation photographique est dans un premier temps destinée à un public scolaire ; elle acquiert une certaine renommée et forme un fonds dans les collections des centres de documentation et d'information.
Sa maquette propose les principales problématiques d'une question, puis une succession de dossiers thématiques illustrés.
La revue est reprise en 2019 par CNRS éditions.